# Diocèse de Truro

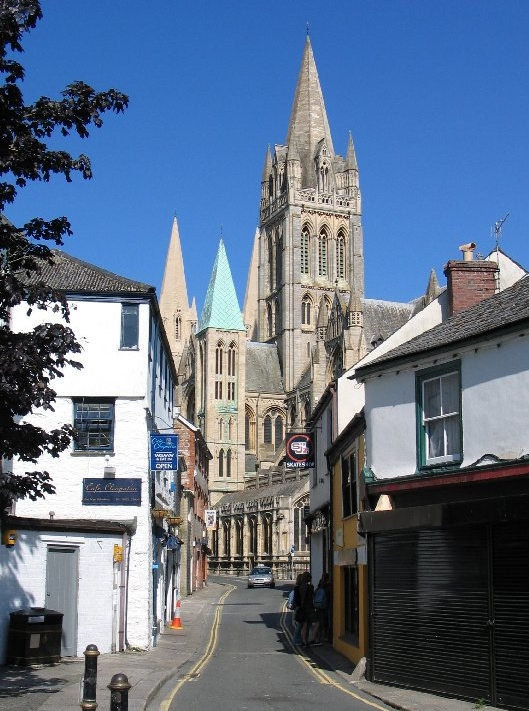
Cathédrale de Truro

Le diocèse de Truro est un diocèse anglican de la Province de Cantorbéry. Il s'étend sur les Cornouailles ainsi que sur les Sorlingues. Son siège est la cathédrale de Truro.
L'évêque de St. Germans est un évêque suffragant à ce diocèse.

## Archidiaconés
Le diocèse se divise en deux archidiaconés :
- L'archidiaconé de Bodmin
- L'archidiaconé de Cornwall